# 원남동

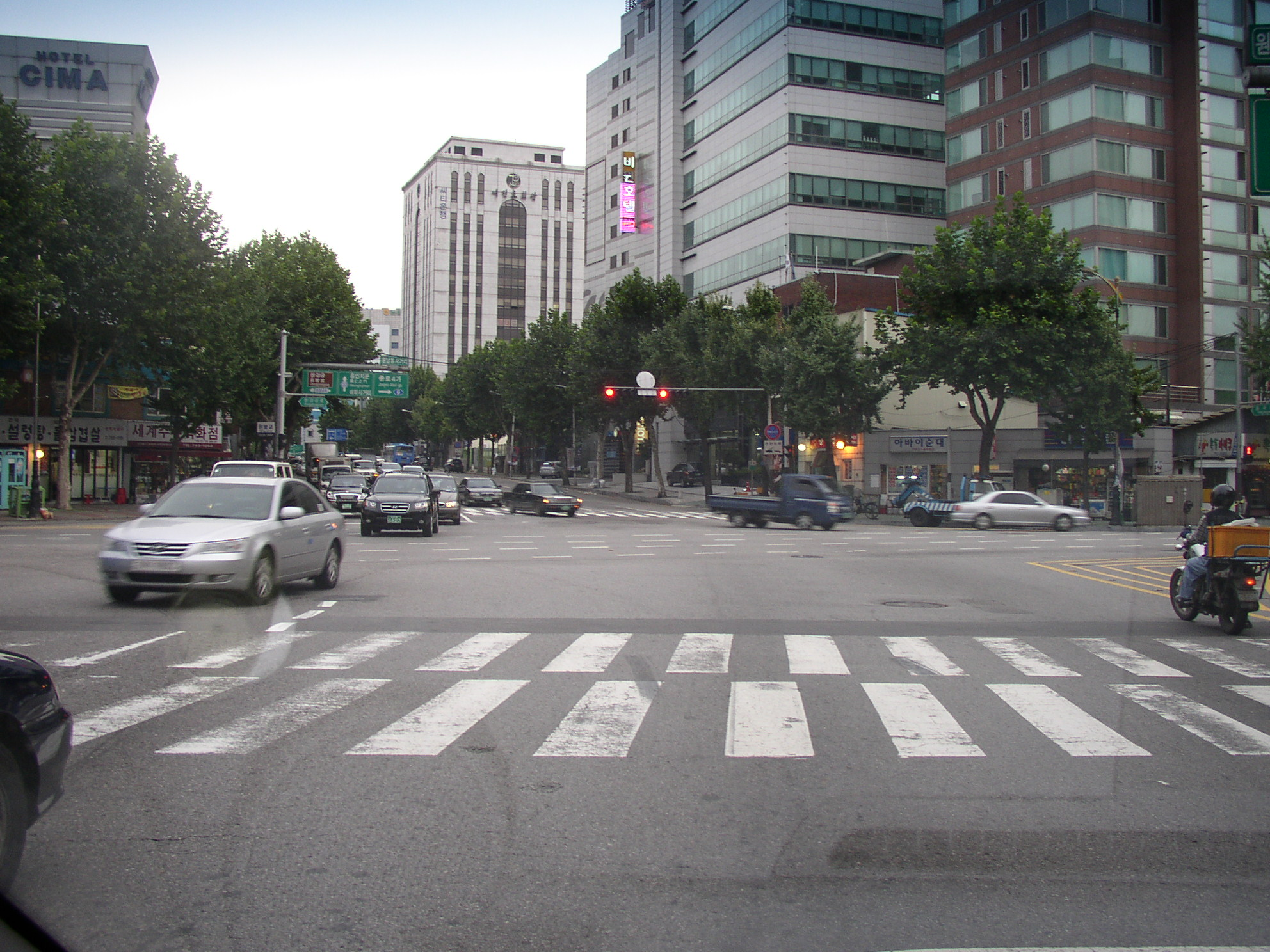
원남동 사거리

원남동(苑南洞)은 서울특별시 종로구에 있는 법정동으로, 행정동인 종로1·2·3·4가동 아래에 있다. 동의 한가운데에 창경궁로와 율곡로가 교차하는 원남동 사거리가 있다.

## 지명 유래
원남동이라는 이름은 일제가 원래의 지명과는 전혀 관계 없이 만들어 냈다. 창경궁을 창경원으로 바꾼 뒤, 창경원 남쪽(아래쪽)에 있다 해서 붙였다. 비슷한 유래로는 원서동이 있다.

## 연혁
- 1914년 : 상사동(想思洞), 감정동(甘井洞), 승문동(承文洞), 신민동(新民洞), 마정동(麻井洞), 호동(壺洞), 함춘동 일부(含春洞), 연지동 일부(蓮池洞), 순라동 일부(巡邏洞)를 원남동(苑南洞)으로 통합
- 1936년 : 원남정(苑南町)으로 변경
- 1943년 6월 : 신설된 종로구에 배속
- 1946년 10월 1일 : 원남동으로 변경

## 특이 사항
- 원서동 9-5번지 : 상궁이 살던 1910년대 한옥이 그대로 남아 있다.[1]